# Mjäldrunga socken
Mjäldrunga socken i Västergötland ingick i Gäsene härad, ingår sedan 1974 i Herrljunga kommun och motsvarar från 2016 Mjäldrunga distrikt.
Socknens areal är 18,30 kvadratkilometer varav 18,23 land. År 2000 fanns här 151 invånare. Sockenkyrkan Mjäldrunga kyrka ligger i socknen.

## Administrativ historik
Socknen har medeltida ursprung.
Vid kommunreformen 1862 övergick socknens ansvar för de kyrkliga frågorna till Mjäldrunga församling och för de borgerliga frågorna bildades Mjäldrunga landskommun. Landskommunen uppgick 1952 i Gäsene landskommun som 1974 uppgick i Herrljunga kommun. Församlingen uppgick 2010 i Östra Gäsene församling.
1 januari 2016 inrättades distriktet Mjäldrunga, med samma omfattning som församlingen hade 1999/2000. 
Socknen har tillhört län, fögderier, tingslag och domsagor enligt vad som beskrivs i artikeln Gäsene härad. De indelta soldaterna tillhörde Älvsborgs regemente, Gäseneds kompani och Västgöta regemente, Elfsborgs kompani.

## Geografi
Mjäldrunga socken ligger sydväst om Falköping med Lidan i öster. Socknen har spridd odlingsbygd och är i övrigt en flack skogsbygd på de forna Svältorna.
I väster ligger Ramlamossen med den lilla Svartesjö. I öster ligger byarna Tubbarp och Glömme.

## Byar och hemman
Mjäldrunga socken består historiskt av följande byar och enstaka hemman. När en by har flera hemman anges också hemmansnumren.
- Ebbarp, enstaka hemman.
- Glömme, by med två hemman (1 Östergården och 3 Västergården) samt en utjord (2).
- Jäder, enstaka hemman.
- Kringelslätt, enstaka hemman.
- Lindåsen, enstaka hemman, införs i jordeboken 1825 och noterades från 1842 som två hemman (utan särskilda namn).
- Mjäldrunga, socknens kyrkby med åtta hemman (1 Torp, 2 Biskopsgården, 3 Bosgården eller Gunnagården, 4 Stommen, 5 Persgården eller Anders Jonsgården, 6 Hökagården med Hasselängen, 7 Brudareslätten, tidigare Tån och 8 Skräddaregården).
- Rissgärde, by med tre hemman (1 Östergården, 2 Mellomgården och 3 Västergården).
- Skällared, enstaka hemman.
- Slättered, enstaka hemman.
- Tokarp, ett hemman (1) och en åker (2).
- Tubbarp, ett hemman (1), en tomt (2) och en plats (3 Komaden).
- Västergärde (tidigare Räveslätten), enstaka hemman.

## Fornlämningar
En hällkista från slutet av bondestenåldern ska ha funnits (RAÄ-nr Mjäldrunga 18:1). Socknen har även två gravfält från järnåldern. Det ena gravfältet ligger vid Ebbarp och innehåller en gravhög och sex stensättningar (RAÄ-nr Mjäldrunga 2:1). Det andra vid Skällared innehåller sju gravhögar (RAÄ-nr Mjäldrunga 9:1). Därutöver finns det fyra gravhögar, tre domarringar och några resta stenar

## Befolkningsutveckling
Befolkningen ökade från 300 år 1810 till 472 år 1890 varefter den minskade till 141 år 1980 då den var som minst under 1900-talet. Därpå vände folkmängden något uppåt till 163 år 1990.

## Namnet
Namnet skrevs år 1334 Myalrunge och kommer från kyrkbyn. Namnet innehåller inbyggarbeteckningen inge/unge. Förleden kan vara mjäll/mjöl, då syftande på jordmånen.
Namnet skrevs före 25 augusti 1911 Mjelldrunga socken.